# Бретвиль-сюр-Див
Бретви́ль-сюр-Див (фр. Bretteville-sur-Dives) — коммуна во Франции, находится в регионе Нижняя Нормандия. Департамент коммуны — Кальвадос. Входит в состав кантона Сен-Пьер-сюр-Див. Округ коммуны — Лизьё.
Код INSEE коммуны — 14099.

## Население
Население коммуны на 2010 год составляло 295 человек.
| 1962 | 1968 | 1975 | 1982 | 1990 | 1999 | 2010 |
| ---- | ---- | ---- | ---- | ---- | ---- | ---- |
| 306  | 304  | 297  | 288  | 290  | 278  | 295  |

## Экономика
В 2010 году среди 186 человек трудоспособного возраста (15—64 лет) 128 были экономически активными, 58 — неактивными (показатель активности — 68,8 %, в 1999 году было 67,7 %). Из 128 активных жителей работали 114 человек (61 мужчина и 53 женщины), безработных было 14 (11 мужчин и 3 женщины). Среди 58 неактивных 13 человек были учениками или студентами, 28 — пенсионерами, 17 были неактивными по другим причинам.